# تاريخ حزب البعث
توضح هذه المقالة تاريخ حزب البعث العربي الاشتراكي منذ تأسيسه في عام 1947 إلى حله في الستينيات.

## السنوات الأولى: 1947-1958
تأسس الحزب في 7 أبريل 1947 كحزب البعث العربي من قبل ميشيل عفلق (مسيحي) وصلاح الدين البيطار (مسلم سني) وأتباع زكي الأرسوزي (علوي). عقد المؤتمر المؤسس المؤتمر الوطني الأول في مقهى الرشيد بالقرب من ما هو الآن المركز الثقافي الروسي. بينما حضر أتباع الأرسوزي المؤتمر فإن الأرسوزي نفسه لم يحضر. لم يغفر لعفلق وبيطار سرقة اسم «البعث» منه. بينما ظل الحزب صغيرا خلال الأربعينيات فقد شارك الحزب مع بعض ضباط الجيش البعثي المجندين في انقلاب مارس 1949 الذي أطاح بالرئيس شكري القوتلي. عندما ثبت أن حكم حسني الزعيم كان قمعيا كما هو الحال في القوتلي فقد شارك البعث في انقلاب آخر للإطاحة بالرئيس السابق. أدى الإطاحة بالزعيم إلى إعادة بناء الديمقراطية التي شهدت فوز حزب الشعب بأغلبية في انتخابات عام 1949. سعى حزب الشعب إلى إنشاء اتحاد اتحادي عراقي سوري وهو ما دعمه عفلق بشكل غريب. ومع ذلك أقنع أكرم الحوراني زعيم الحزب العربي الاشتراكي قيادة حزب البعث في دعم انقلاب بقيادة أديب الشيشكلي.
في حين فصل الشيشكلي في البداية باعتباره تابعا للحوراني الذي تم تعيينه وزير للدفاع ولكن في عام 1952 رفض الشيشكلي البرلمان وشرع في حملة ضد المعارضة. عفلق والبيطار والحوراني بعد احتجاز قصير الأمد غادروا سوريا إلى لبنان. كانت أهم نتيجة لذلك هو دمج الحزب العربي الاشتراكي التابع لحوراني مع حزب البعث العربي لتشكيل حزب البعث العربي الاشتراكي. نوقش الاندماج قبل حملة شيشكلي على المعارضة لكن عفلق كان مترددا. مع العفو العام الصادر في أكتوبر 1953 عاد قادة البعث. الحوراني بعد عودته بدأ على الفور التخطيط للانقلاب ضد الشيشكلي. بالتعاون مع الحزب الوطني وحزب الشعب ومن خلال اتصالاته في الجيش اضطر الشيشكلي للتنحي في فبراير 1954. أصبح حزب البعث المستفيد الرئيسي من سقوط الشيشكلي وفي الانتخابات التشريعية في عام 1954 انتخب 90 في المائة من أعضاء حزب البعث الذين ترشحوا للانتخابات للبرلمان وأصبح ثالث أكبر حزب في البلاد.
انتخب المؤتمر الوطني الثاني الذي عقد في يونيو 1954 قيادة وطنية من سبعة رجال (تحل محل اللجنة التنفيذية القديمة) وهو أعلى جهاز في الحزب بين المؤتمرات الوطنية. مثل عفلق والبيطار والحوراني الفرع الإقليمي السوري في حين مثل عبد الله الريماوي وعبد الله نعواس الفرع الإقليمي الأردني. تم إنشاء هيكل حزب البعث الحديث في المؤتمر الوطني الثاني بتعديل اللوائح الداخلية للحزب. وافق الكونغرس رسميا على الاندماج في عام 1952 من قبل حزب البعث العربي والحزب الاشتراكي العربي.
أدى فشل الأحزاب التقليدية (حزب الشعب والحزب الوطني) إلى إغلاق الصفوف وتعزيز الصورة العامة لحزب البعث. عندما اغتيل البعثي عدنان المالكي نائب رئيس الأركان من قبل يونس عبد الرحيم عضو الحزب السوري القومي الاجتماعي شن حزب البعث حملات ضد الكراهية ضد شبكة أمن الدولة والتي «وصلت إلى أبعاد هستيرية». ما تبع ذلك من تنظيم مظاهرات مناهضة للحزب السوري القومي الاجتماعي والهجوم على جهاز الحزب الشيوعي الوطني حزب البناء وإصدار حكم على قادة الحزب بالسجن وحل حزب الحزب السوري القومي الاجتماعي. بعد ذلك وقعت الأحزاب التقليدية مع حزب البعث والحزب الشيوعي السوري ميثاقا وطنيا يسعى إلى تشكيل حكومة وحدة. بعد اشتباك مع الأحزاب التقليدية وهي حزب الشعب والحزب الوطني شكلت حكومة وحدة بقيادة صبرى العسلي. عين البيطار وخليل كلاس وزير للخارجية ووزير للاقتصاد على التوالي في الحكومة الجديدة. كان حزب البعث الذي كان في وضع قوة قادرا على إجبار الحكومة على الانضمام إلى الاتحاد الفيدرالي المقترح مع مصر. من شأن ذلك أن يؤدي إلى إنشاء الجمهورية العربية المتحدة وحل الفرع الإقليمي السوري.

## فترة الجمهورية العربية المتحدة: 1958-1961
في 24 يونيو 1959 دعا فؤاد الركابي السكرتير الإقليمي الأول للفرع الإقليمي العراقي مؤتمرا صحفيا في بيروت أدان فيه القيادة الوطنية متهما إياهم بعدم الارتقاء بمبادئهم الرسمية العربية. وفقا للركابي فقد تحدث نيابة عن القيادة الإقليمية العراقية. اتهمهم أيضا بالتآمر ضد الجمهورية العربية المتحدة. قال الركابي أن القيادة الوطنية استولت على منظمة الفرع الإقليمي العراقي بطرق غير مشروعة وأنشأت قيادة إقليمية دمية. هذا ما أكدته القيادة الوطنية التي ردت على الانتقادات بقولها أن الركابي ترك منصبه كأمين إقليمي في 29 نوفمبر 1959 وأنه غير مؤهل للتحدث باسم الحزب.
حضر المؤتمر الوطني الثالث الذي عقد في الفترة من 27 أغسطس إلى 1 سبتمبر 1959 مندوبون من العراق ولبنان والأردن وجنوب الجزيرة العربية والخليج العربي والجنوب العربي والمغرب العربي وفلسطين والمنظمات الطلابية الحزبية في الجامعات العربية وغيرها من الجامعات غير العربية. أقر المؤتمر حل الفرع الإقليمي السوري الذي قرره عفلق والبيطار في عام 1958.
طردت القيادة الوطنية الريماوي من حزب البعث في سبتمبر 1959 بسبب انتهازيته وفشله في حضور اجتماع القيادة الوطنية الذي كان يحقق معه بتهم مخالفات مالية. في 6 سبتمبر 1959 أصدر الريماوي وغربية قرارا أعلنا فيه أن قرار القيادة الوطنية لاغ وباطل ونفى الادعاءات التي وجهت ضد الريماوي. في مايو 1960 أنشأ الريماوي قيادة وطنية منافسة وهو جهاز يتطور إلى حزب البعث العربي الاشتراكي الثوري وهو حزب موال للحزب. أوقف حزب البعث العربي الاشتراكي الثوري نشاطه في عام 1962 أو 1963. بحلول عام 1966 كان للفرع الإقليمي ألف عضو.
في 2 فبراير 1960 انتخبت القيادة الوطنية بحضور الركابي قيادة إقليمية مؤقتة مع طالب الشبيب أمينا إقليميا. لم يمض وقت طويل ففي يوليو 1960 دعا المؤتمر الإقليمي الثالث للفرع الإقليمي العراقي القيادة الوطنية للتحقيق مع الركابي. حققت معه القيادة الوطنية في عام 1960 وطردته من الحزب في 15 يونيو 1961. ثم ذكر أن الركابي كان عضوا في حزب البعث العربي الاشتراكي الثوري واستمر راديو القاهرة في الإشارة إليه بوصفه الأمين الإقليمي للفرع الإقليمي العراقي.
عكس المؤتمر الوطني الرابع الذي عقد في أغسطس 1960 القرار الذي تم التوصل إليه في المؤتمر الوطني الثالث الذي أيد حل الفرع الإقليمي السوري. حضرها أساسا ممثلون عن الفرع الإقليمي اللبناني. كان للمؤتمر توجهات قوية ضد الناصرية وانتقدت القيادة التقليدية لعفلق والبيطار. قرر المندوبون إخماد القومية العربية للتفسير الماركسي للاشتراكية وانتقدوا القيادة التقليدية لدخول سوريا إلى الجمهورية العربية المتحدة. الاستياء من الهيمنة المصرية على الجمهورية العربية المتحدة قاد عناصر معارضة للاتحاد تحت قيادة عبد الكريم النحلاوي للاستيلاء على السلطة في 28 سبتمبر 1961. بعد يومين أعيد تأسيس الجمهورية العربية السورية.

## حكم البعث وانفصال 1966: 1961-1966

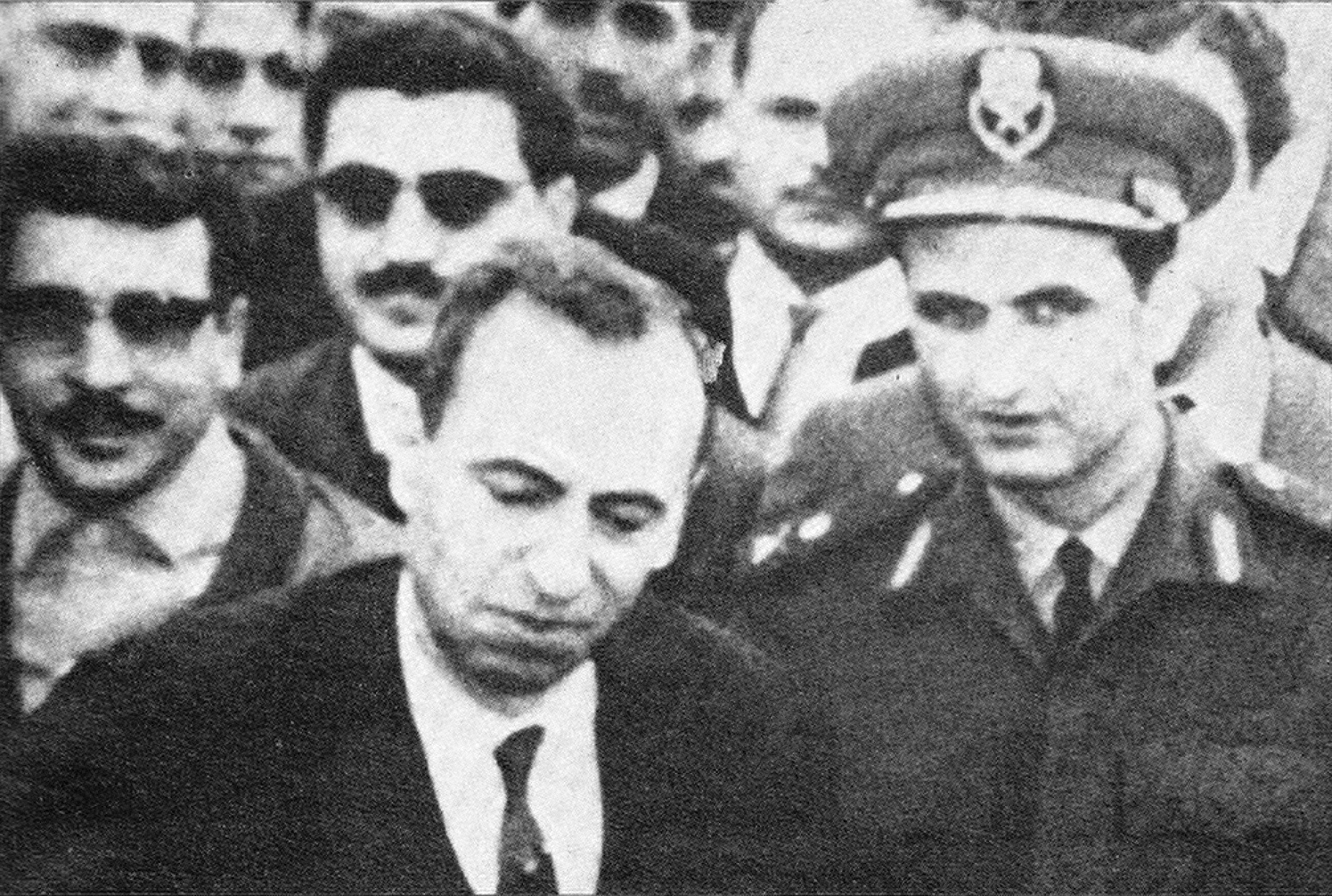
ميشيل عفلق (يسار) وصلاح جديد (يمين) بعد تولي السلطة بفترة قصيرة في عام 1963.

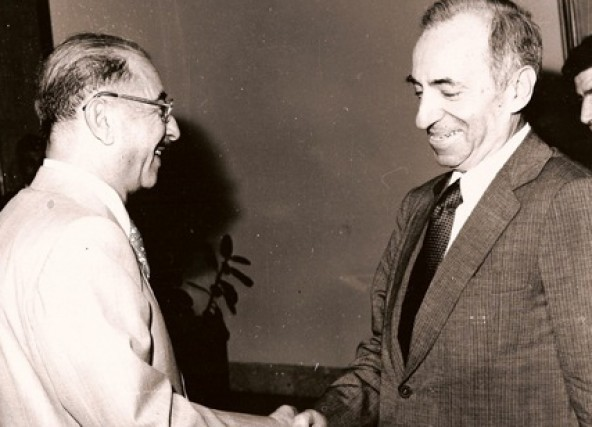
أحمد حسن البكر (يسار) الأمين الإقليمي للفرع الإقليمي العراقي مصافح ميشيل عفلق في عام 1968.

أدت تحديات بناء دولة البعث إلى نقاش أيديولوجي كبير ونضال داخلي داخل الحزب. هيمن علي صالح السعدي على الفرع الإقليمي العراقي بشكل متزايد وهو الآن يصف نفسه بأنه ماركسي والذي كان في السابق معاديا للشيوعية اعتبارا من صيف عام 1963. أيده حمود الشوفي الأمين الإقليمي للقيادة الإقليمية السورية في إعادة توجيهه الأيديولوجي وياسين الحافظ أحد منظري الحزب الأيديولوجيين القلائل وبعض أعضاء اللجنة العسكرية السرية.
اكتسب الاتجاه اليساري المتطرف السيطرة على المؤتمر الوطني السادس للحزب في عام 1963 حيث انضم المتشددون من الأحزاب السورية والعراقية الإقليمية المهيمنة لفرض خط يساري صارم داعيا إلى «التخطيط الاشتراكي» و«المزارع الجماعية التي يديرها الفلاحين» و«السيطرة الديمقراطية للعمال على وسائل الإنتاج» وهو حزب يقوم على العمال والفلاحين ومطالب أخرى تعكس مضاهاة معينة للاشتراكية على النمط السوفياتي. في هجوم مشفر على ميشيل عفلق أدان المؤتمر أيضا «عدم الأيديولوجية» وانتقد خلفية الطبقة الوسطى داخل الحزب. حافظ عفلق الغاضب في هذا التحول من حزبه على دور قيادي رمزي ولكن القيادة الوطنية ككل كانت تحت سيطرة الراديكاليين.
في عام 1963 استولى حزب البعث على السلطة ومنذ ذلك الحين كان الحزب السياسي السوري الوحيد المعترف به رسميا ولكن الفصائل والانشقاق داخل الحزب أدى إلى خلافة الحكومات والدساتير الجديدة. في 23 فبراير 1966 قام انقلاب دموي بقيادة فصيل البعث اليساري الراديكالي برئاسة رئيس الأركان صلاح جديد بالإطاحة بعفلق وحكومة صلاح الدين البيطار. انطلق الانقلاب من التنافس بين الفصائل بين معسكر «الإقليم» الإقليمي لحزب البعث الذي عزز الطموحات لسوريا الكبرى والفصيل التقليدي في فصيل السلطة الذي سمي فصيل «القوميين».
كان ينظر إلى أنصار جديد على أنه أكثر يسارية من عفلق وزملائه. تمكن العديد من خصوم جديد من الفرار وهربوا إلى بيروت في لبنان. انتقل جدید حزب أکثر تطرفا علی الرغم من أنه ھو ومؤیديه لم یکونوا مؤیدین للخط اليساري المتطرف في مؤتمر الحزب السادس إلا أنھم انتقلوا الآن إلی تبني مواقفھا. تم تطهير الفصيل المعتدل الذي كان يقوده سابقا عفلق والبيطار من الحزب.
في أعقاب انقلاب 1966 انقسم حزب البعث إلى اثنين وهما حزب البعث الذي يتخذ من دمشق مقرا له وحزب البعث الذي يتخذ من بغداد مقرا له حيث أكد كل منهما أنه الحزب الحقيقي وانتخاب قيادة وطنية منفصلة لتولي مسؤولية حركة البعث الدولية. ومع ذلك ففي كل من العراق وسوريا أصبحت القيادة الإقليمية مركزا حقيقيا للسلطة الحزبية وأصبحت قيادة القيادة الوطنية موقفا فخريا إلى حد كبير وكثيرا ما كانت وجهة الشخصيات تخفف عن القيادة. نتيجة الانقسام استولى زكي الأرسوزي على مكان عفلق كأب رسمي للفكر البعثي في حزب البعث الذي يتخذ من دمشق مقرا له في حين أن حزب البعث الذي يتخذ من بغداد مقرا له ما زال يعتبر عفلق والده القانوني للفكر البعثي.